# رهایش کن (ترانه پسنجر)
رهایش کن (به انگلیسی: Let Her Go)، از پسنجر در سال ۲۰۱۲ و به سبک فولک راک منتشر شد. این تک‌آهنگ از آلبوم "All the Little Lights" بیش از یک میلیون نسخه دیجیتال به فروش رفت و در کشورهای استرالیا، اتریش، بلژیک، جمهوری چک، ایتالیا، ایرلند، مکزیک و نیوزلند، نروژ و سوئد، شماره یک و در ۱۰۰ برتر بیل بورد شماره ۵ بود که یک موفقیت جهانی به‌شمار می‌رود.